# Romano Argiro (século X)

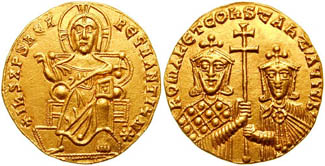
Soldo dos imperadores r. e r.

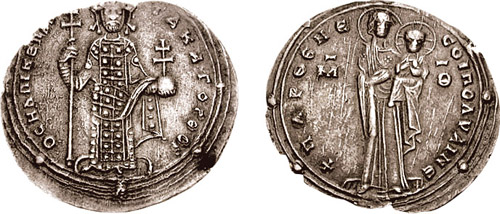
Miliarésio do imperador

Romano Argiro (em grego: Ῥωμανός Ἀργυρός; romaniz.: Romanós Argyrós) foi um aristocrata bizantino do século X, ativo durante o reinado dos imperadores Constantino VII Porfirogênito (r. 913–959) e Romano I Lecapeno (r. 920–944). Devido a seu casamento com Ágata, tornar-se-ia genro de Romano I Lecapeno e Cunhado de Constantino VII Porfirogênito.

## Vida
Romano Argiro era um filho do distinto general Leão Argiro, e teve ao menos um irmão chamado Mariano Argiro, que também ocupou altos postos militares. Romano, por outro lado, é principalmente conhecido por ter se casado com Ágata, uma filha do imperador Romano I Lecapeno (r. 920–944). As fortes desacordam sobre quando o matrimônio ocorreu: o historiador do século XI Iáia de Antioquia afirma que teria ocorrido antes da ascensão de Lecapeno ao poder, enquanto o cronista do final do século X Teófanes Continuado relata que ocorreu em 921.
Seja com for, este casamento representou um esforço de Lecapeno, um arrivista provincial, para solidificar sua posição ao associar sua família com uma das mais prestigiosas famílias do Império Bizantino. Como tal, Romano Argiro tornar-se-ia cunhado de Constantino VII Porfirogênito (r. 913–959), que havia se casado com outra das filhas de Lecapeno, Helena Lecapena. Seu neto foi o também imperador Romano III Argiro (r. 1028–1034), que tornar-se-ia imperador ao casar-se com a imperatriz Zoé Porfirogênita (r. 1028–1050), a bisneta de Constantino VII.